# Kozo Tashima
Kozo Tashima (田嶋 幸三, Tashima Kozo, Kumamoto, 21 november 1957) is een Japans voormalig voetbalspeler- en trainer. Hij speelde voor het Japans voetbalelftal. Hij was vicevoorzitter van de Japan Football Association, en volgde op 27 maart 2016 Kuniya Daini op als voorzitter, voor een periode van twee jaar.

## Carrière
In 1976 ging Tashima naar de University of Tsukuba, waar hij in het schoolteam voetbalde. Nadat hij in 1980 afstudeerde, ging Tashima spelen voor Furukawa Electric. Tashima veroverde er in 1982 de JSL Cup. In 3 jaar speelde hij er 39 competitiewedstrijden en scoorde 6 goals. Tashima beëindigde zijn spelersloopbaan in 1982.
Na zijn spelerscarrière was hij een aantal jaren als trainer actief op de Rikkyo Universiteit. In 2001 ging hij aan de slag bij het Japans voetbalelftal onder 17. Hij leidde de ploeg voor het eerst sinds 1995 naar het WK onder 17, welke plaatsvond in Trinidad en Tobago. Sinds 2011 is hij lid van het Uitvoerend Comité van de Asian Football Confederation.
Tashima is sinds 2015 een raadslid bij de FIFA.

## Japans voetbalelftal
Kozo Tashima debuteerde in 1979 in het Japans nationaal elftal en speelde 7 interlands, waarin hij 1 keer scoorde.

## Statistieken
| Japans voetbalelftal | Japans voetbalelftal | Japans voetbalelftal |
| Jaar                 | Wed.                 | Dlp.                 |
| -------------------- | -------------------- | -------------------- |
| 1979                 | 4                    | 0                    |
| 1980                 | 3                    | 1                    |
| Totaal               | 7                    | 1                    |